# Arytaina nubivaga
Arytaina nubivaga är en insektsart som beskrevs av Loginova 1976. Arytaina nubivaga ingår i släktet Arytaina och familjen rundbladloppor. Inga underarter finns listade i Catalogue of Life.